# Governador Valadares
Governador Valadares város Brazíliában, Minas Gerais államban. Lakosainak száma 257 171 fő (2022). Governador Valadares Alpercata, Periquito, Açucena, Coroaci, Divino das Laranjeiras, Fernandes Tourinho, Frei Inocêncio, Galiléia, Jampruca, Marilac, Mathias Lobato, Nova Módica, Santa Efigênia de Minas, São Félix de Minas, São Geraldo da Piedade, Sardoá és Tumiritinga községekkel határos.

## Népesség
A település népességének változása:
| Lakosok száma | 247 131 | 263 689 | 278 363 | 281 046 | 282 164 | 257 171 |
|               | 2000    | 2010    | 2015    | 2020    | 2021    | 2022    |